# Юмашев (фамилия)
Юмашев — фамилия, образованная от тюркского мужского имени Юмаш, которое нередко встречалось среди русских.

## Этимология
Отмечается, что тюркские имена имели широкое распространение среди русских примерно до XVII века. Возможно, что происхождение имени Юмаш связано с названием пятницы — священного дня недели для всех верующих мусульман. По другим данным это имя имеет значение «мучная похлёбка». Его существование в русских говорах вдоль реки Урал было зафиксировано русским исследователем Н. М. Малечем. Также нельзя исключать связи прозвища Юмаш с глаголом юмать, то есть — «размышлять, думать». Если это правда, то вероятно, что родственным ему будет прозвище Юма, на основе которого появился антропоним Юмин.